# Robert Fripp
Robert Fripp, född 16 maj 1946 i Wimborne Minster, Dorset, är en brittisk gitarrist och kompositör.

## Karriär
Fripp är mest känd för att ha grundat och medverkat i de progressiva rockgrupperna King Crimson och League of Gentlemen. Han har även samarbetat med många andra artister, bland annat Brian Eno (på till exempel skivan Evening Star), Peter Gabriel, David Bowie och Blondie.
Fripp räknas till de nyskapande kultgitarristerna inom genren art rock. Hans signum är bland annat långt utdragna, glidande toner och harmonier samt dissonanser. I vissa av King Crimsons lite svårtillgängliga musikstycken kan hans gitarrspel även ta sig enormt brutala heavy-metalliknande uttryck. Han har under perioder även utvecklat en mer meditativ typ av fusion mellan elgitarr och synthesizer kallat "Frippertronics" eller "Soundscapes". Dessa stycken är ofta helt instrumentala.
1986 gifte han sig med Toyah Willcox.

## Diskografi (urval)

### Solo
Studioalbum
- 1979 – Exposure
- 1980 – God Save the Queen/Under Heavy Manners
- 1981 – Let the Power Fall: An Album of Frippertronics
- 1998 – The Gates Of Paradise

Livealbum
- 1994 – 1999: Soundscapes Live in Argentina
- 1995 – Radiophonics: 1995 Soundscapes volume 1
- 1995 – A Blessing of Tears: 1995 Soundscapes volume 2
- 1996 – That Which Passes: 1995 Soundscapes volume 3
- 1998 – November Suite
- 2005 – Love Cannot Bear
- 2007 – At the End of Time: Churchscapes Live in England & Estonia